# Rébellion de La Nouvelle-Orléans
La rébellion de La Nouvelle-Orléans, aussi appelée rébellion de 1768, révolte de 1768 ou encore révolte créole, fut un soulèvement populaire des Créoles de Louisiane contre l'occupant espagnol. Cette insurrection, malgré le départ du gouverneur espagnol Antonio de Ulloa, se solda par un échec et ses meneurs finirent devant un peloton d'exécution le 26 octobre 1769. 

## Les causes
En 1762, fut signé le traité de Fontainebleau qui attribuait les territoires de la Louisiane situés sur la rive droite du Mississippi (avec La Nouvelle-Orléans) à l'Espagne par Louis XV, à la suite de la défaite de la France dans la guerre de Sept Ans. 
La population franco-louisianaise et leurs compatriotes métis (Amérindiens/Français) refusèrent de supporter les conséquences de ce traité qui les jetait sous la férule de l'Espagne.
En 1768, le gouverneur espagnol en place à La Nouvelle-Orléans, Antonio de Ulloa, annonça son intention de sévir contre les opérations de contrebande en Louisiane, par la fermeture de l'embouchure du fleuve Mississippi. En même temps, il déclara que la Louisiane ne ferait plus de commerce et d'échanges avec la France ou l'une de ses colonies, en conformité avec la politique coloniale espagnole.

## Le soulèvement
Pour les Créoles de Louisiane, c'en était trop. Ils se rebellèrent contre l'occupant espagnol. Le soulèvement concerna essentiellement le sud de la Louisiane française et plus particulièrement la région de La Nouvelle-Orléans. Les Créoles passent à l'action. 
- Denis-Nicolas Foucault, qui était Grand Commissaire pour la Louisiane française et qui continua à assumer cette fonction sous l'occupation espagnole, et Nicolas Chauvin de La Frénière, qui était procureur général (en) du Ministère public de la Justice et qui conserva cette charge sous le régime espagnol, ourdissent un complot pour forcer le gouverneur à quitter la Louisiane.

- Joseph Milhet parcourt la région occidentale du Mississippi pour rallier les populations des villages de Louisiane française à la révolte. Peu après, il embarque pour Versailles afin d'être reçu en audience par le roi pour que celui-ci revienne sur le traité de Fontainebleau. Hélas, Louis XV refusera de le recevoir et il devra s'en retourner en Louisiane sans aide de la part de la France.

- Joseph Villère parcourt le Nord de la Louisiane française pour rallier d'autres communautés franco-louisianaises.

- Pierre Marquis devient le chef de la milice franco-louisianaise.

- Balthasar Masan part pour la Floride occidentale, peuplée de Franco-Américains, afin de chercher de l'aide.

Face aux révoltés, le gouverneur espagnol en place, Antonio de Ulloa, ne présente qu'une force d'appoint de moins d'une centaine de soldats et quelques fidèles Lousianais tel que le riche négociant Gilbert-Antoine de Saint Maxent. Les insurgés les capturent. Saint Maxent est placé en résidence surveillée dans une de ses propriétés, quant au gouverneur espagnol, Ulloa, il se voit contraint de quitter la Louisiane : il s'exécute et embarque avec sa petite garnison de fantassins dans un navire pour l'Espagne.
En 1769, l'Espagne reprend l'initiative et envoie un nouveau gouverneur, Alejandro O'Reilly avec deux mille soldats espagnols. Le 19 juillet Saint Maxent, libéré depuis le départ de l'ancien gouverneur espagnol, organise une réunion cordiale pour l'accueil du nouveau gouverneur. La transition se passe pacifiquement. O'Reilly est reconnaissant aux Louisianais que le sang n'ait pas coulé l'année précédente lors de la rébellion de La Nouvelle-Orléans. Néanmoins le nouveau gouverneur reprend les choses en main. Le 18 août, le drapeau français fut officiellement remplacé par celui de l'Espagne. O'Reilly piège les anciens chefs conjurés lors d'un repas de réconciliation. Ces derniers sont aussitôt arrêtés. Parmi eux, cinq (La Frenière, Caresse, Marquis, Joseph Milhet et Noyan) furent condamnés à la peine de mort le 25 octobre et fusillés le lendemain ; Un autre, Foucault, haut fonctionnaire, fut renvoyé en France où il fut emprisonné pendant deux ans. Enfin cinq autres émeutiers furent emprisonnés à Cuba pendant deux ans également et leurs biens furent saisis. 
O'Reilly abolit le Conseil Supérieur franco-louisianais et instaura un Cabildo pour diriger la Louisiane sous juridiction espagnole.